# Cartaletis ampliflava
Cartaletis ampliflava är en fjärilsart som beskrevs av W. Warren 1905. Cartaletis ampliflava ingår i släktet Cartaletis och familjen mätare. Inga underarter finns listade i Catalogue of Life.